# Ендрю Бонар Лоу
Ендрю Бонар Лоу (англ. Andrew Bonar Law; 16 вересня 1858 — 30 жовтня 1923) — прем'єр-міністр Великої Британії, був членом партії консерваторів. Єдиний глава уряду Великої Британії, хто народився за її межами.

## Біографія
Ендрю Бонар Лоу народився у Канаді, Нью-Брансвік у селищі Рекстон, у родині пресвітеріанського священика. У ранньому віці його увезли до Шотландії, де він виховувався у родині багатих родичів. Тривалий час Ендрю працював на шотландському металургійному підприємстві. А у 1900 році його було обрано до британського парламенту.
У 1905 році Ендрю Бонара Лоу запросили до уряду на посаду міністра колоній Великої Британії. У 1916 році у Лоу вперше з'явився шанс стати прем'єр-міністром, але він віддавав перевагу займати нижчі низькі міністерські пости у кабінеті Девіда Ллойд Джорджа. 23 жовтня 1922 року Лоу очолив уряд, але залишає свій пост вже 22 травня 1923 року через серйозну хворобу — рак гортані. Того самого року, 30 жовтня, Лоу помер у віці 65 років.